# Jouko Törmänen
Jouko Sihveri Törmänen (Rovaniemi, 10 de abril de 1954 – Rovaniemi, 3 de enero de 2015) fue un saltador de esquí finlandés. Se colgó el oro en esta modalidad en los  Juegos Olímpicos de Lake Placid 1980.

## Palmarés internacional
| Juegos Olímpicos   | Juegos Olímpicos             | Juegos Olímpicos | Juegos Olímpicos |
| Año                | Lugar                        | Medalla          | Prueba           |
| ------------------ | ---------------------------- | ---------------- | ---------------- |
| 1980               | Lake Placid (Estados Unidos) | Medalla de oro   | Salto de esquí   |
| Campeonato Mundial |                              |                  |                  |
| Año                | Lugar                        | Medalla          | Prueba           |
| 1980               | Lake Placid (Estados Unidos) | Medalla de oro   | TG individual    |